# Ctenomys boliviensis
Espèce
Synonymes
- Ctenomys nattereri Wagner, 1848

Statut de conservation UICN

 LC  : Préoccupation mineure
Ctenomys boliviensis est une espèce qui fait partie des rongeurs de la famille des Ctenomyidae. Comme les autres membres du genre Ctenomys, appelés localement des tuco-tucos, c'est un petit mammifère d'Amérique du Sud bâti pour creuser des terriers. On rencontre C. boliviensis en Argentine, Bolivie, Brésil et Paraguay.
L'espèce a été décrite pour la première fois en 1848 par le zoologiste britannique George Robert Waterhouse (1810-1888).

## Liste des sous-espèces
Selon Mammal Species of the World (version 3, 2005)  (9 avril 2013) :
- sous-espèce Ctenomys boliviensis boliviensis
- sous-espèce Ctenomys boliviensis nattereri